# Черняк Світлана Шльомівна
Черняк Світлана Шльомівна — український редактор, сценарист. Член Національної спілки кінематографістів України.
Народилася 4 грудня 1936 р. в Києві в родині викладачів. Закінчила міжнародний відділ факультету журналістики Московського державного університету ім. М. Ломоносова (1968). Працювала на студії «Київнаукфільм».
Померла 3 жовтня 2014 року.

## Фільмографія
Вела стрічки:
- «Іхтіандр-68» (Приз МКФ, Чехословаччина, 1969),
- «Фоторушниця „Снайпер“» (Бронзовий лев", Венеція, 1970; Золота медаль, Варна),
- «Російський соболь» (1972, Диплом МКФ, Варна, 1973),
- «Анабіоз» (1976, Диплом Спілки кінематографістів СРСР, 1977),
- «Контакти» (1977, Диплом МКФ, Чехословаччина),
- «Іван Семенович Козловський» (1978, Диплом журі за найкращий фільм-портрет, кінофестиваль «Молодість»),
- «Суспільно-політична література» (Головний приз МКФ, Варна, 1979),
- «Метаморфози» (1979, Диплом за найкращий науково-популярний фільм),
- «Зірка Вавілова» (1984, Державна премія України ім. Т. Г. Шевченка, 1987),
- «Місія Рауля Валленберга» (1990, реж. О. Роднянський, Приз «Ника» 1991 р.[1]) та ін.

Автор сценаріїв кінокартин:
- «Історія „О“» (1975, відзначеної у Кракові),
- «Тетяна Яблонська» (1976, нагородженої на кінофестивалі «Молоді — молодим», Харків),
- «Знайомства» (1976, Диплом МКФ, Варшава, 1978),
- «Вогненна вахта» (1977),
- «Право на милосердя» (1977, відзначеної призом за професіоналізм у Варшаві) тощо.